# Залесе (гміна Белжице)
Залесе (пол. Zalesie) — село в Польщі, у гміні Белжиці Люблінського повіту Люблінського воєводства.
Населення — 129 осіб (2011).
У 1975-1998 роках село належало до Люблінського воєводства.

## Демографія
Демографічна структура станом на 31 березня 2011 року:
|          | Загалом | Допрацездатний вік | Працездатний вік | Постпрацездатний вік |
| -------- | ------- | ------------------ | ---------------- | -------------------- |
| Чоловіки | 62      | 13                 | 42               | 7                    |
| Жінки    | 67      | 8                  | 36               | 23                   |
| Разом    | 129     | 21                 | 78               | 30                   |